# Município de Allen (condado de Ottawa, Ohio)
Localização do Ohio nos E.U.A.
O município de Allen (em inglês: Allen Township) é um município localizado no condado de Ottawa no estado estadounidense de Ohio. No ano 2010 tinha uma população de 3780 habitantes e uma densidade populacional de 57,78 pessoas por km².

## Geografia
O município de Allen encontra-se localizado nas coordenadas 41° 35′ 24″ N, 83° 21′ 26″ O. Segundo o Departamento do Censo dos Estados Unidos, o município tem uma superfície total de 65.43 km², da qual 65,43 km² correspondem a terra firme e (0 %) 0 km² é água.

## Demografia
Segundo o censo de 2010, tinha 3780 pessoas residindo no município de Allen. A densidade de população era de 57,78 hab./km².